# The Stars and Suns Sessions
The Stars and Suns Sessions es el segundo álbum del conjunto mexicano Chikita Violenta. Fue grabado en los estudios Stars & Suns en la ciudad de Toronto, a lo largo de tres sesiones en abril y septiembre de 2005, y mayo de 2006. Fue producido por David Newfeld y contó con la participación de varios miembros más del colectivo Broken Social Scene. Su lanzamiento se había anunciado en un principio para finales de 2006, sin embargo fue recorrido hasta el 30 de enero de 2007.

## Canciones
1. Pangea
2. Laydown
3. The Last Film
4. Rotation
5. Sunburn
6. Over Now
7. War
8. Disintegrates
9. Eight Miles High
10. Undecided
11. Breathe

## Créditos
- Producción: Dave Newfeld
- Producción ejecutiva: Chikita Violenta
- Masterizado: Noah Mintz en Lacquer Channel
- Arte y diseño: Leonardo Torres

## Invitados especiales
- Brendan Canning: piano en "Disintegrates"
- Kevin Drew: voz en "Disintegrates"
- Joanne Goldsmith: trompeta en "Rotation"
- David Newfeld: sintetizadores y mandolina en "Pangea"; bajo, sintetizadores y coros en "The Last Film"; guitarra adicional y melódica en "Rotation"; sintetizadores adicionales en "Over Now"; guitarra adicional en "Undecided"; sintetizadores y mandolina en "Breathe"
- Justin Peroff: batería en "Rotation" y "Undecided"; percusiones en "War"
- Sarah Siddigui: coros en "The Last Film"
- Charles Spearin: trompetas en "Sunburn"

- Datos: Q6145270